# Abdulla Al-Haza'a
Abdulla Al-Haza'a (sinh ngày 19 tháng 7 năm 1990) là một cầu thủ bóng đá người Bahrain thi đấu ở vị trí hậu vệ.

## Bàn thắng quốc tế
Bàn thắng và kết quả của Bahrain được để trước.
| #  | Ngày                | Địa điểm                                       | Đối thủ | Bàn thắng | Kết quả     | Giải đấu              |
| -- | ------------------- | ---------------------------------------------- | ------- | --------- | ----------- | --------------------- |
| 1. | 5 tháng 12 năm 2019 | Sân vận động Abdullah bin Khalifa, Doha, Qatar | Iraq    | 1–1       | 2–2 (5–3 p) | 24th Arabian Gulf Cup |

## Danh hiệu
Bahrain
Vô địch
- Pan Arab Games: 2011